# Ernst Braun
Ernst Braun (zm. 1693) – dowódca artylerii w Gdańsku w XVII w. Autor pracy z zakresu wojskowości "Novissimum fundamentum et praxis artilleriae" opublikowanej w 1682 r. Wydawca: Beckenstein Simon ; Stollen Jochann Zacharias. Dzieło było oparte na matematycznych podstawach.